# USS Oregon (SSN-793)
El USS Oregon (SSN-793) es un submarino nuclear de ataque de la clase Virginia Bloque IV de la Armada de los Estados Unidos.El secretario de Marina, Ray Mabus, anunció su nombre el 10 de octubre de 2014 en una ceremonia organizada en el Battleship Oregon Memorial en Tom McCall Waterfront Park en Portland, Oregón.

## Construcción
La quilla del Oregon se colocó el 8 de julio de 2017, en una ceremonia celebrada en las instalaciones de Quonset Point de General Dynamics Electric Boat en North Kingstown, Rhode Island, con la patrocinadora, la Sra. Dana L. Richardson, esposa del jefe de operaciones navales, el almirante John Richardson. El 5 de octubre de 2019, la Sra. Richardson bautizó al Oregon en Electric Boat en Groton, Connecticut. El barco fue comisionado el 28 de mayo de 2022 en la Base Naval de Submarinos de New London.
Una modificación de contrato para Oregon SSN-793, USS Montana (SSN-794) y USS Hyman G. Rickover (SSN-795) se adjudicó inicialmente a Electric Boat por 594,7 millones de dólares estadounidenses en abril de 2012. El 23 de diciembre de 2014 se les otorgó una Modificación del contrato por 121,8 millones de $ para comprar material de largo plazo para los tres submarinos de la clase Virginia. La Marina de los EE. UU. otorgó a Electric Boat el contrato para construir 10 submarinos clase Virginia del Bloque IV por 17,6 mil millones de $ el 28 de abril de 2014. El primer Bloque IV, USS Vermont (SSN-792), comenzó en mayo de 2014 con el décimo barco, USS Utah (SSN-801), cuya entrega está prevista para 2023.

## Historial operativo
El 28 de mayo de 2022, el Oregon fue comisionado en una ceremonia en la Base Naval de Submarinos de New London, Connecticut.